# Prohn
Prohn ist eine Gemeinde im Landkreis Vorpommern-Rügen, etwa sechs Kilometer nordwestlich der Hansestadt Stralsund. Sie wird vom Amt Altenpleen mit Sitz in Altenpleen verwaltet.

## Geografie

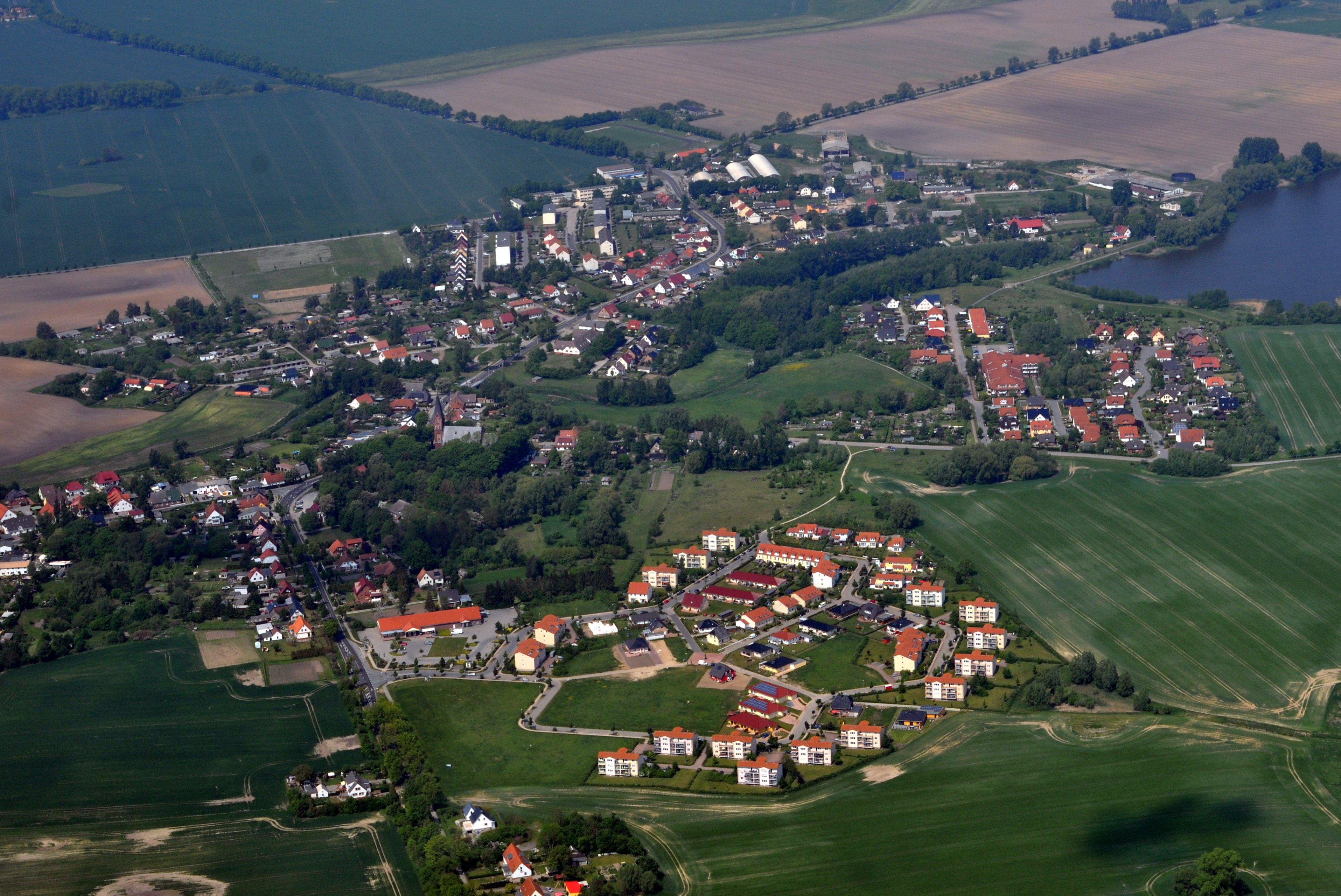
Prohn aus der Luft (2011)

Die Gemeinde liegt in einer flachen Landschaft im Hinterland der gleichnamigen Bucht Prohner Wiek. Nennenswerte Gewässer sind der Prohner Stausee und der dort aufgestaute Prohner Bach. Im Gemeindegebiet gibt es keine größeren Waldgebiete. Der größte Teil der Fläche wird landwirtschaftlich genutzt.

## Ortsteile
- Muuks
- Sommerfeld
- Klein Damitz
- Prohn

## Geschichte
Erwähnt wird Prohn erstmals in einer Urkunde aus dem Jahr 1240, in der der slawische Fürst von Rügen die Stadtrechte an Stralsund verleiht. Benannt wurde Prohn wahrscheinlich nach dem slawischen Gott Perun. Prohn war zeitweise Sitz einer fürstlichen Vogtei und auch Sitz des Fürstentums Rügen.
Nach Zugehörigkeit zum Fürstentum Rügen fiel Prohn im Jahr 1326 an das Herzogtum Pommern.
Nach dem Dreißigjährigen Krieg bis zum Jahr 1815 gehörte die Gegend zu Schwedisch-Pommern und danach zur preußischen Provinz Pommern.
Die Gemeinde war dann bis 1952 Teil des Landkreises Franzburg-Barth und gehörte danach bis 1994 zum Kreis Stralsund im Bezirk Rostock. Seit 1990 gehört Prohn zum Land Mecklenburg-Vorpommern.
Seit dem Jahr 1990 hat sich die Einwohnerzahl verdoppelt. Dieser Trend ist auf die günstige Lage nahe der Hansestadt Stralsund, die landschaftlich reizvolle Umgebung in der Nähe des Nationalparks Vorpommersche Boddenlandschaft und die gute Infrastruktur der Region zurückzuführen.

## Bevölkerung
| Jahr | Einwohner |
| ---- | --------- |
| 1990 | 1123      |
| 1995 | 1359      |
| 2000 | 1912      |
| 2005 | 1962      |
| 2010 | 1967      |
| 2015 | 2066      |

| Jahr | Einwohner |
| ---- | --------- |
| 2020 | 2166      |
| 2021 | 2146      |
| 2022 | 2141      |
| 2023 | 2143      |

 Stand: 31. Dezember des jeweiligen Jahres

## Politik

### Gemeindevertretung
Die Gemeindevertretung von Prohn besteht aus 12 Mitgliedern. Die Kommunalwahl am 9. Juni 2024 führte bei einer Wahlbeteiligung von 67,5 % zu folgendem Ergebnis:
| Partei / Wählergruppe     | Stimmenanteil 2019 | Sitze 2019 |  | Stimmenanteil 2024 | Sitze 2024 |
| ------------------------- | ------------------ | ---------- |  | ------------------ | ---------- |
| Wählergemeinschaft Prohn  | 64,8 %             | 8          |  | 72,1 %             | 9          |
| AfD                       | –                  | –          |  | 16,8 %             | 2          |
| CDU                       | 14,3 %             | 2          |  | 11,0 %             | 1          |
| Die Linke                 | 09,9 %             | 1          |  | –                  |            |
| Einzelbewerber Frank Böhm | 06,0 %             | 1          |  | –                  | –          |
| SPD                       | 05,1 %             | –          |  | –                  | –          |
| Insgesamt                 | 100 %              | 12         |  | 100 %              | 12         |

### Bürgermeister
- 1999–2019: Peter Messing[5]
- 2019–2024: Stefan Schindler
- seit 2024: Steffen Haeger

Bei der Bürgermeisterwahl am 26. Mai 2019 wurde Stefan Schindler mit 77,9 % der gültigen Stimmen gewählt.
Haeger wurde in der Bürgermeisterstichwahl am 23. Juni 2024 mit 54,9 % der gültigen Stimmen zu seinem Nachfolger gewählt. Seine Amtsdauer beträgt fünf Jahre.

### Wappen
Das Wappen wurde am 10. September 2001 durch das Innenministerium genehmigt und unter der Nr. 251 der Wappenrolle von Mecklenburg-Vorpommern registriert.
Blasonierung: „In Gold eine erhöhte, stark eingebogene blaue Spitze, belegt mit einer silbernen Kogge; vorn ein nach links gewendeter, wachsender, rot gekrönter, bewehrter und gezungter schwarzer Löwe mit Doppelschweif; hinten eine gestürzte schwarze Pflugschar.“
Das Wappen wurde von dem Weimarer Michael Zapfe gestaltet.

## Sehenswürdigkeiten
→ Siehe auch Liste der Baudenkmale in Prohn
- Dorfkirche Prohn, ihr spätromanischer Chor und die Sakristei wurden aus Backstein in der zweiten Hälfte des 13. Jahrhunderts auf einem  Hügel errichtet, auf dem sich zuvor das Schloss des slawischen Fürstenhauses befand. Anfang des 14. Jahrhunderts wurde das spätgotische Kirchenschiff angefügt. Der jetzige neugotische Turm stammt aus der Mitte des 19. Jahrhunderts.
- Turmhügel Klein Damitz
- Turmhügel Sommerfeld

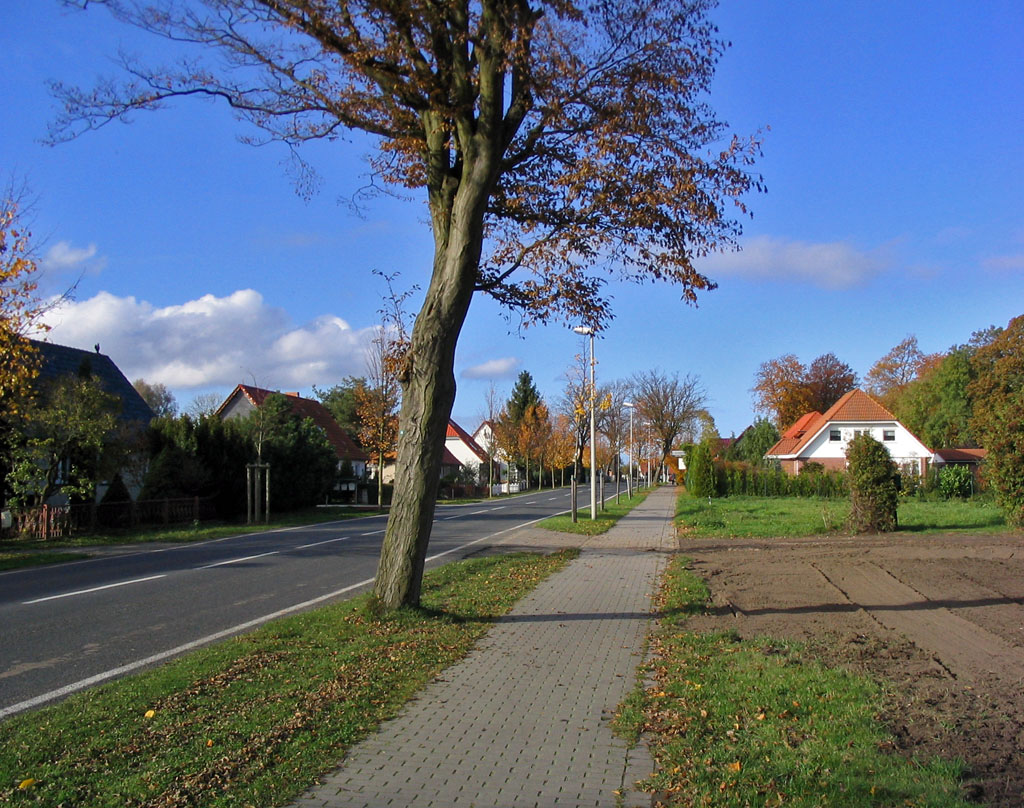
Stralsunder Straße
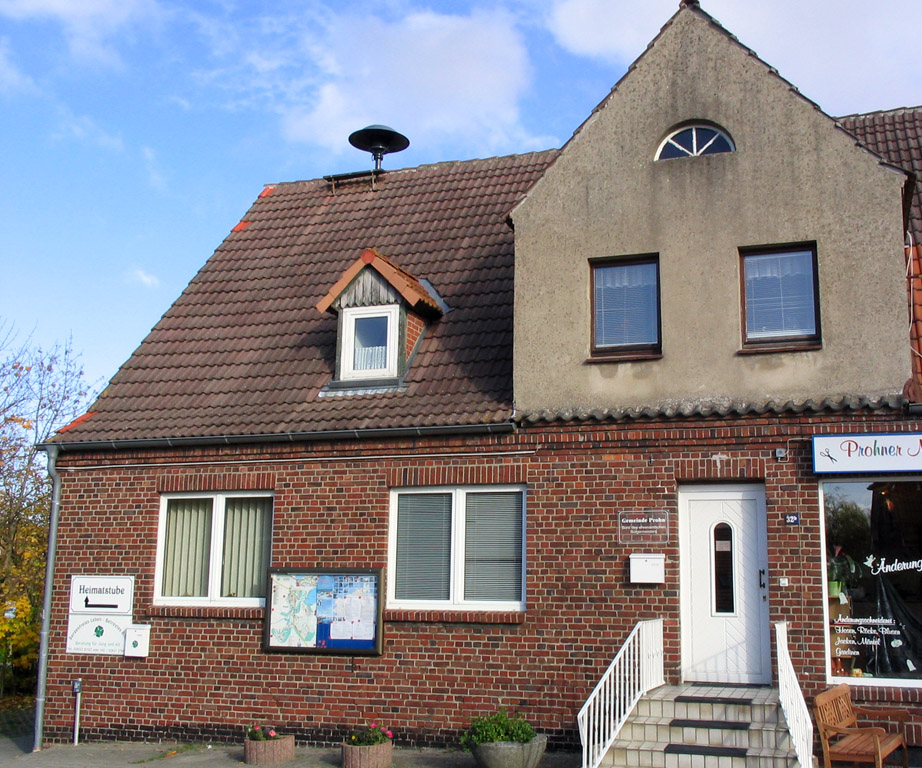
Gemeindehaus
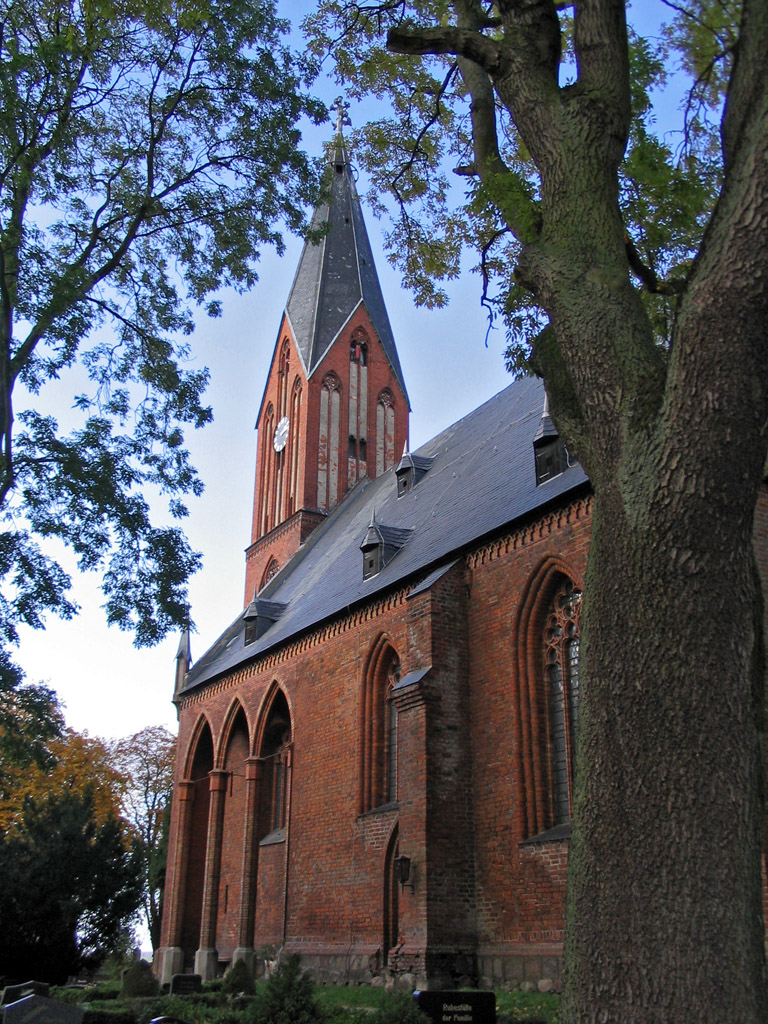
Kirche (Siehe auch: Kirchturm – Hauptzugang)

## Einrichtungen
Allgemein
- Gemeindehaus
- Freiwillige Feuerwehr Prohn
- Ortsgruppe der Volkssolidarität

Bildung
- Regionale Schule An der Prohner Wiek, seit 2005  Ganztagsschule; hier werden Kinder und Jugendliche von der fünften bis zur zehnten Klasse unterrichtet, die sowohl den Abschluss Mittlere Reife als auch Berufsschulreife erwerben können. Träger der Schule ist das Amt Altenpleen.
- Die Grundschule für den Einzugsbereich befindet sich im sechs Kilometer entfernten Altenpleen.

Vereine
- Sportverein Prohner Wiek
- Anglerverein Am Schwedenstrom
- Gartenverein An der Bek
- Reit- und Fahrverein Prohner Wiek
- Volksliederchor Prohn
- Shantychor De Prohner Hafengäng
- Blasorchester Prohn
- Skatverein Prohner Asse